# Ultima VII: The Black Gate
Ultima VII: The Black Gate is een computerrollenspel dat werd ontwikkeld en uitgegeven door Origin Systems. Het spel kwam uit op 16 april 1992. Een aangepaste versie voor SNES verscheen in 1994.
Het spel kreeg een vervolgdeel en twee uitbreidingen.

## Plot
De speler bezoekt wederom de fictieve wereld van Britannia. Lord British zit in moeilijkheden en het is aan de speler om hem te helpen.

## Ontvangst
Het spel werd positief ontvangen in recensies en verkocht goed.
| Beoordeeld door                | Platform | Datum         | Score |
| ------------------------------ | -------- | ------------- | ----- |
| Techtite                       | DOS      | 2000          | 100%  |
| ASM (Aktueller Software Markt) | DOS      | januari 1992  | 92%   |
| Génération 4                   | DOS      | november 1992 | 90%   |
| Joystick (Frans)               | DOS      | december 1992 | 87%   |
| Power Play                     | DOS      | juli 1992     | 84%   |
| All Game Guide                 | DOS      | 1998          | 80%   |
| GamePro (USA)                  | SNES     | april 1995    | 70%   |
| PC-Spiele '93                  | DOS      | 1992          | 70%   |
| PC Review UK                   | DOS      | juli 1992     | 40%   |

## Trivia
- Het spel is opgenomen in het boek 1001 Video Games You Must Play Before You Die van Tony Mott.
- Als steek naar de overname door Electronic Arts, beginnen de namen van de verraders in het spel met E en A.